# Thaleischweiler
Thaleischweiler ist mit rund 2800 Einwohnern der größere Ortsteil der im rheinland-pfälzischen Landkreis Südwestpfalz liegenden Ortsgemeinde Thaleischweiler-Fröschen.

## Lage
Der Ort liegt am westlichen Rand des Pfälzerwalds am Schwarzbach, der ihn vom Ortsteil Thalfröschen trennt. Zu Thaleischweiler gehören auch die Wohnplätze „Am Schloß“, „Buchenwaldhof“, „Einöde Buchholz“, „Lenspacherhof“ und „Rosselmühle“.

## Geschichte

### Mittelalter
Das Dorf war ein zwischen den Grafschaften Zweibrücken-Bitsch und Leiningen-Dagsburg gemeinsames Kondominat. In Zweibrücken-Bitsch gehörte es zum Amt Lemberg und dort zur Amtsschultheißerei Fröschen.

### Frühe Neuzeit
1570 verstarb Graf Jakob von Zweibrücken-Bitsch (* 1510; † 1570) als letztes männliches Mitglied seiner Familie. Das Amt Lemberg erbte seine Tochter, Ludovica Margaretha von Zweibrücken-Bitsch, die mit dem (Erb-)Grafen Philipp (V.) von Hanau-Lichtenberg verheiratet war. Ihr Schwiegervater, Graf Philipp IV. von Hanau-Lichtenberg, gab durch die sofortige Einführung des lutherischen Bekenntnisses dem streng römisch-katholischen Herzog Karl III. von Lothringen Gelegenheit, militärisch zu intervenieren, da dieser die Lehnshoheit über die ebenfalls zum Erbe gehörende Herrschaft Bitsch besaß. Im Juli 1572 besetzten lothringische Truppen die Grafschaft. Da Philipp IV. der lothringischen Übermacht nicht gewachsen war, wählte er den Rechtsweg. Beim anschließenden Prozess vor dem Reichskammergericht konnte sich Lothringen hinsichtlich der Herrschaft Bitsch durchsetzen, das Amt Lemberg dagegen – und somit auch der hanau-lichtenbergische Teil von Thaleischweiler – wurde der Grafschaft Hanau-Lichtenberg zugesprochen.
1736 starb mit Graf Johann Reinhard III. der letzte männliche Vertreter des Hauses Hanau. Aufgrund der Ehe seiner einzigen Tochter, Charlotte (* 1700; † 1726), mit dem Erbprinzen Ludwig (VIII.) (* 1691; † 1768) von Hessen-Darmstadt fiel die Grafschaft Hanau-Lichtenberg – und damit auch der Hanauer Anteil an Thaleischweiler – nach dort. Der bis 1791 Leining’sche Anteil gehörte anschließend denen von Sickingen.

### Neuzeit
Im Zuge der Französischen Revolution wurde 1794 das linke Rheinufer im Ersten Koalitionskrieg besetzt. Thaleischweiler wurde französisch. Von 1798 bis 1814 gehörte Thaleischweiler zum Kanton Waldfischbach im Departement Donnersberg.
Aufgrund der auf dem Wiener Kongress getroffenen Vereinbarungen kam das Gebiet im Juni 1815 zunächst zu Österreich und wurde 1816 auf der Grundlage eines Staatsvertrags an das Königreich Bayern abgetreten, wo es zum Rheinkreis gehörte und hier zum Landkommissariat Pirmasens, ab 1862 zum Bezirksamt Pirmasens und seit 1939 zum Landkreis Pirmasens, der 1997 in Landkreis Südwestpfalz umbenannt wurde.
Nach dem Zweiten Weltkrieg wurde die Gemeinde Thaleischweiler innerhalb der französischen Besatzungszone Teil des Regierungsbezirks Pfalz im damals neu gebildeten Land Rheinland-Pfalz.
Im Zuge der rheinland-pfälzischen Verwaltungsreform wurde Thaleischweiler am 7. Juni 1969 zusammen mit Thalfröschen zur neuen Gemeinde Thaleischweiler-Fröschen zusammengelegt.

### Wappen
Die Sparren des Ortswappens entstammen dem Wappen der Grafschaft Hanau.

## Persönlichkeiten
- Ludwig Greiner (1814–1874), geboren in Thaleischweiler, Politiker, beteiligt am Pfälzischen Aufstand 1849.
- Ludwig Bruch (1857–1943), geboren in Thaleischweiler, Konteradmiral der Kaiserlichen Marine
- Adam Ritzhaupt (1882–1976), Pfarrer und Erzähler (vom 16. Mai bis 15. November 1910 Pfarrverweser der evangelischen Pfarrstelle Thaleischweiler).
- Georg Biundo (1892–1988), Kirchenhistoriker, in den 1920er Jahren Pfarrer in Thaleischweiler.
- Karl Georg Kuhn (1906–1976), geboren in Thaleischweiler, Theologe und Orientalist.
- Ernst Weichselbaumer (1907–1967), Schachspieler, wohnte in den 1950er Jahren in Thaleischweiler.
- Hugo Kuhn (1909–1978), geboren in Thaleischweiler, Altgermanist.
- Fred Theobald (* 1950), Ringer, Medaillengewinner bei der WM in Minsk und der EM in Leningrad, begann seine Karriere beim VfK Thaleischweiler.[6]

## Verkehr
Der Ort verfügt zusammen mit dem kleineren Teilort über den gemeinsamen Haltepunkt Thaleischweiler-Fröschen an der Bahnstrecke Landau–Rohrbach.